# Artiom Dubovskói
Artiom Dubovskói –en ruso, Артём Дубовской– (18 de abril de 1990) es un deportista ruso que compitió en natación. Ganó dos medallas de bronce en el Campeonato Europeo de Natación en Piscina Corta de 2010, en las pruebas de 100 m espalda y 200 m espalda.

## Palmarés internacional
| Campeonato Europeo en Piscina Corta | Campeonato Europeo en Piscina Corta | Campeonato Europeo en Piscina Corta | Campeonato Europeo en Piscina Corta |
| Año                                 | Lugar                               | Medalla                             | Prueba                              |
| ----------------------------------- | ----------------------------------- | ----------------------------------- | ----------------------------------- |
| 2010                                | Eindhoven (Países Bajos)            | Medalla de bronce                   | 100 m espalda                       |
| 2010                                | Eindhoven (Países Bajos)            | Medalla de bronce                   | 200 m espalda                       |